# Panikos Krystallīs
Panikos Krystallīs (in greco: Πανίκος Κρυστάλλης; Amiantos, 1º luglio 1938 – 9 giugno 2025) è stato un calciatore e allenatore di calcio cipriota, di ruolo attaccante.

## Carriera
Con l'Apollon Limassol fu capocannoniere del campionato nella stagione 1960-1961. Con la Nazionale cipriota giocò 9 anni collezionando 19 presenze e 2 reti.
Al termine della carriera allenò diverse squadre, tra cui la nazionale cipriota.

## Palmarès

### Giocatore

#### Club
- Campionato greco: 1

AEK Atene: 1962-1963

#### Individuale
- Capocannoniere del campionato cipriota: 1

1960-1961 (26 reti)